# Siseme pallas
Siseme pallas är en fjärilsart som beskrevs av Pierre André Latreille 1811. Siseme pallas ingår i släktet Siseme och familjen Riodinidae. Inga underarter finns listade i Catalogue of Life.

## Bildgalleri

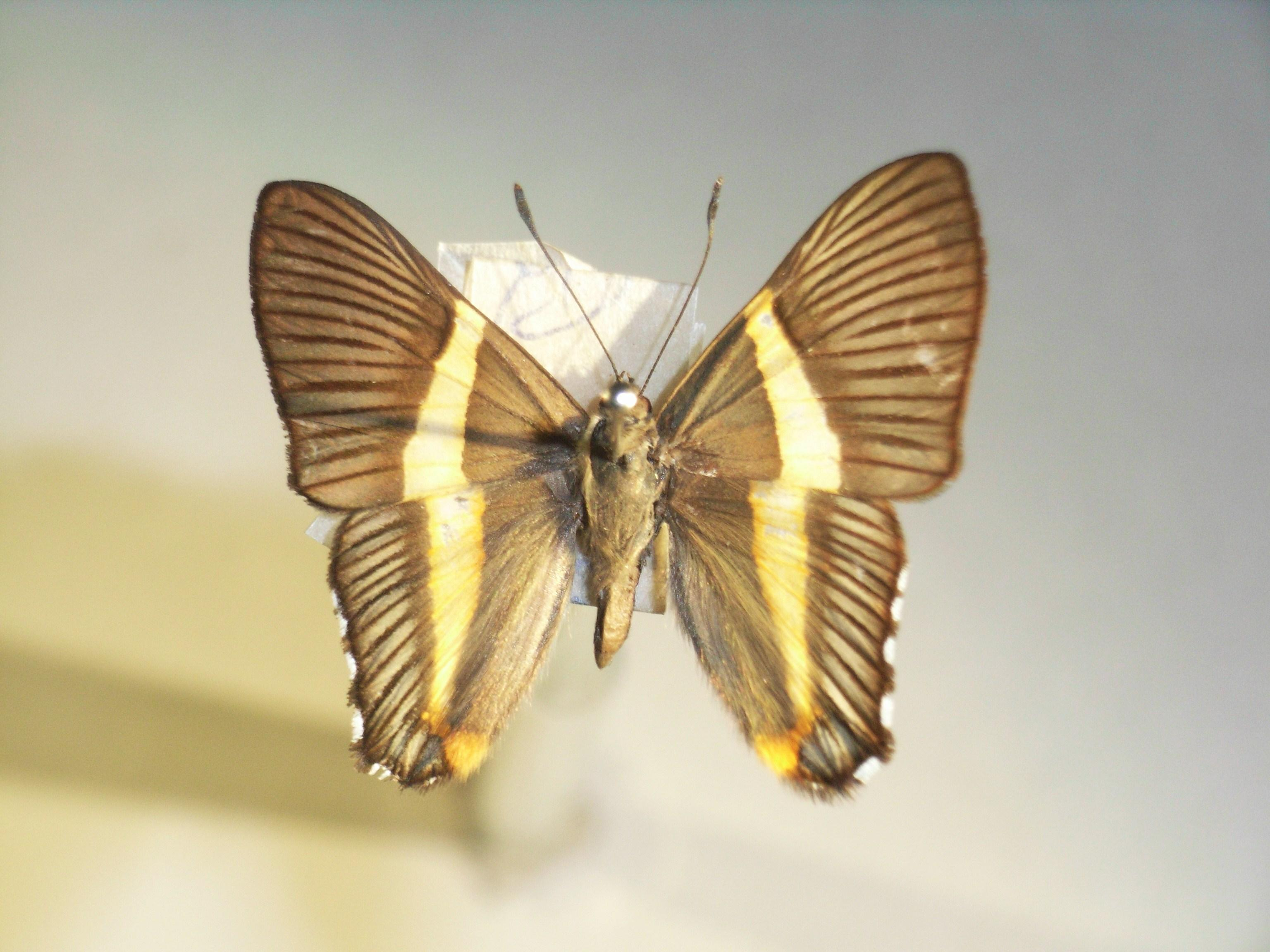
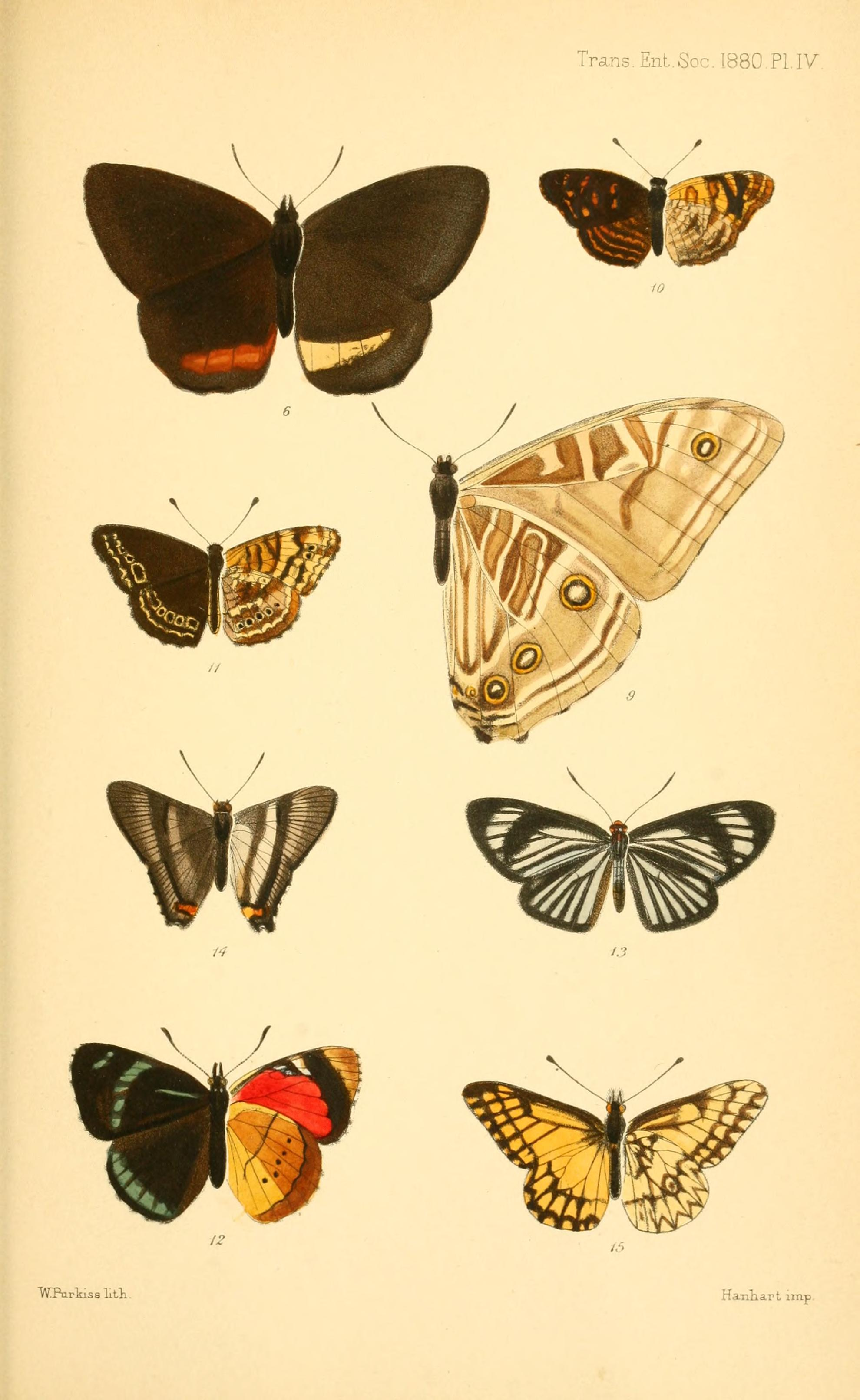